# تفكير

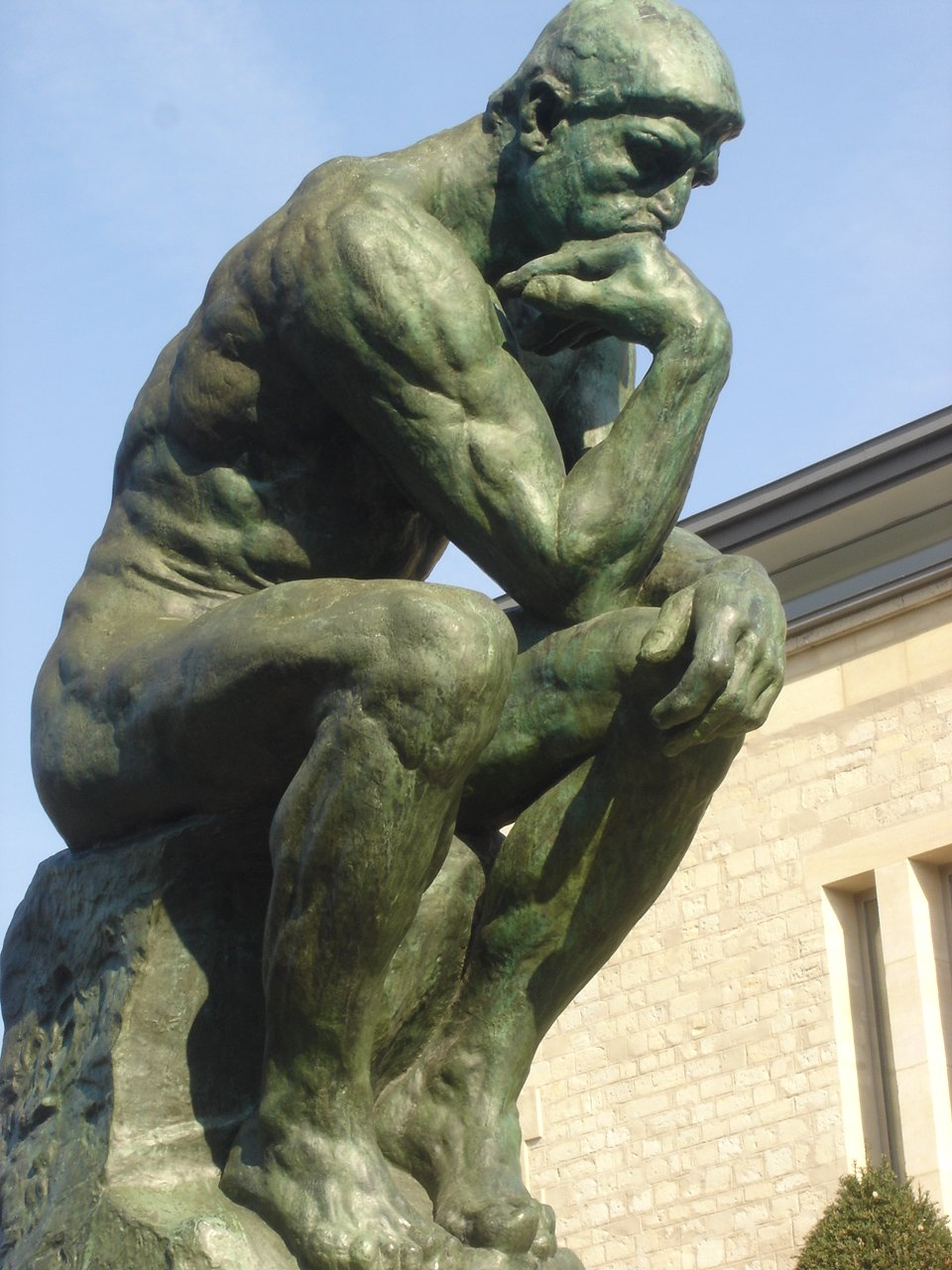
تمثال المفكر للنحات رودن (1840-1917) في حديقة متحف رودن.

الفكر أو التفكير يشيران في أكثر المعاني شيوعًا إلى العمليات المعرفية التي يمكن أن تحدث بشكل مستقل عن التحفيز الحسي. وأشكاله الأكثر نموذجية هي الحكم، والاستدلال، وتكوين المفاهيم، وحل المشكلات، والمداولة. لكن العمليات العقلية الأخرى مثل النظر في فكرة ما أو الذاكرة أو الخيال غالبًا ما تعتبر ضمن التفكير أيضًا. ويمكن أن تحدث هذه العمليات داخليًا بشكل مستقل عن الأعضاء الحسية، على عكس الإدراك. ولكن عند فهمه بالمعنى الأوسع يمكن فهم أي حدث عقلي على أنه شكل من أشكال التفكير، بما في ذلك الإدراك والعمليات العقلية اللاواعية. وبمعنى مختلف قليلًا، لا يشير مصطلح الفكر إلى العمليات العقلية نفسها، بل إلى الحالات العقلية أو أنظمة الأفكار الناتجة عن هذه العمليات.
اقتُرحت نظريات مختلفة للتفكير، يهدف بعضها إلى تحديد السمات المميزة للفكر. ويعتقد الأفلاطونيون أن التفكير يتكون من تمييز وفحص الأشكال الأفلاطونية والعلاقات المتبادلة بينها. وأنه ينطوي على القدرة على التمييز بين الأشكال الأفلاطونية النقية نفسها ومجرد التقليد الموجود في العالم الحسي. ووفقًا للأرسطية فإن التفكير في شيء ما يعني إنشاء مثيل في ذهن المرء للجوهر الشامل لموضوع التفكير. وهذه المسلمات مجردة من التجربة الحسية ولا يجري فهمها على أنها موجودة في عالم واضح لا يتغير، على عكس الأفلاطونية. ويرتبط المذهب التصوري ارتباطًا وثيقًا بالأرسطية: فهو يحدد التفكير من خلال استحضار المفاهيم عقليًا بدلًا من إنشاء تصورات للجوهر. وتدعي نظريات الحوار الداخلي أن التفكير هو شكل من أشكال الحوار الداخلي الذي يجري فيه التعبير عن الكلمات بصمت في عقل المفكر. وبحسب بعض الآراء يحدث هذا في لغة عادية، مثل الإنجليزية أو الفرنسية. ومن ناحية أخرى ترى فرضية لغة الفكر أن هذا يحدث من خلال لغة عقلية فريدة تسمى مينتاليزي (لغة التفكير). ومن الأمور المركزية في هذه الفكرة أن أنظمة التمثيل اللغوي مبنية على تمثيلات ذرية ومركبة وأن هذا الهيكل موجود أيضًا في الفكر. ويفهم الارتباطيون التفكير على أنه سلسلة من الأفكار أو الصور. وهم مهتمون بشكل خاص بقوانين الارتباط التي تحكم كيفية تطور سلسلة الأفكار. وعلى النقيض من ذلك يجمع السلوكيون التفكير بالاستعدادات السلوكية للانخراط في السلوك الذكي العام كرد فعل لمنبهات خارجية معينة. أما النظرية الحاسوبية للعقل هي أحدث هذه النظريات. وترى التفكير قياسًا على كيفية عمل أجهزة الكمبيوتر من حيث تخزين المعلومات ونقلها ومعالجتها.
جرت مناقشة أنواع مختلفة من التفكير في الأدبيات الأكاديمية. والحكم هو عملية عقلية يجري فيها إثارة قضية ما ثم تأكيدها أو نفيها. ومن ناحية أخرى فإن الاستدلال هو عملية استخلاص النتائج من المقدمات أو الأدلة. ويعتمد كل من الحكم والاستدلال على امتلاك المفاهيم ذات الصلة، والتي يجري اكتسابها في عملية تكوين المفهوم. وفي حالة حل المشكلات يهدف التفكير إلى الوصول إلى هدف محدد مسبقًا من خلال التغلب على عقبات معينة. والمداولة هي شكل مهم من أشكال التفكير العملي الذي يتمثل في صياغة مسارات العمل الممكنة وتقييم الأسباب المؤيدة لها والمعارضة لها. قد يؤدي هذا إلى اتخاذ قرار باختيار الخيار الأكثر ملاءمة. كما تقدم كل من الذاكرة العرضية والمخيلة الأشياء والمواقف داخليًا، في محاولة لإعادة إنتاج ما جرى اختباره مسبقًا بدقة أو كإعادة ترتيب حرة على التوالي. والعقل الباطن هو الفكر الذي يحدث دون أن تجري تجربته بشكل مباشر. ويُفترض أحيانًا أن يشرح مدى صعوبة حل المشكلات في الحالات التي لا يُستخدم فيها أي تفكير واعي.
تجري مناقشة التفكير في مختلف التخصصات الأكاديمية. ويهتم علم الظواهر بتجربة التفكير. وهناك سؤال مهم في هذا المجال يتعلق بالطابع التجريبي للتفكير وإلى أي مدى يمكن تفسير هذا الطابع من خلال التجربة الحسية. وتهتم الميتافيزيقا (ما وراء الطبيعة) بالعلاقة بين العقل والمادة وغيرها من الأمور. ويتعلق ذلك بمسألة كيف يمكن للتفكير أن يتناسب مع العالم المادي كما تصفه العلوم الطبيعية. ويهدف علم النفس المعرفي إلى فهم التفكير كشكل من أشكال معالجة المعلومات. ومن ناحية أخرى يبحث علم النفس التنموي في تطور التفكير منذ الولادة وحتى النضج ويسأل عن العوامل التي يعتمد عليها هذا التطور. ويؤكد التحليل النفسي على دور العقل الباطن في الحياة العقلية. وتشمل المجالات الأخرى المعنية بالفكر: اللغويات، وعلم الأعصاب، والذكاء الاصطناعي، وعلم الأحياء، وعلم الاجتماع. كما ترتبط المفاهيم والنظريات المختلفة ارتباطًا وثيقًا بموضوع التفكير. ويشير مصطلح «قانون الفكر» إلى ثلاثة قوانين أساسية للمنطق: قانون التناقض، وقانون الوسط المستبعد، ومبدأ الهوية. ويتضمن التفكير المخالف للواقع تمثيلات عقلية لمواقف وأحداث غير حقيقية يحاول فيها المفكر تقييم ما كان يمكن أن يكون عليه الحال لو كانت الأمور مختلفة. وغالبًا ما تستخدم التجارب الفكرية تفكيرًا مخالفًا للواقع من أجل توضيح النظريات أو اختبار مدى معقوليتها. أما التفكير النقدي فهو شكل من أشكال التفكير العقلاني والتأملي والمركّز على تحديد ما يجب الاعتقاد به أو كيفية التصرف. ويتضمن التفكير الإيجابي تركيز انتباه الفرد على الجوانب الإيجابية لموقفه ويرتبط ارتباطًا وثيقًا بالتفاؤل.

## التعريف
يشير مصطلحا «الفكر» و«التفكير» إلى مجموعة واسعة من الأنشطة النفسية. وفي معناه الأكثر شيوعًا يُعرف على أنه عمليات واعية يمكن أن تحدث بشكل مستقل عن التنبيه الحسي. وهذا يشمل العديد من العمليات العقلية المختلفة، مثل النظر في فكرة أو اقتراح أو الحكم على صحته. وبهذا المعنى فإن الذاكرة والخيال هما شكلان من أشكال الفكر ولكن الإدراك ليس كذلك. وبمعنى أكثر تقييدًا فإن الحالات الأكثر نموذجية فقط هي التي تعتبر فكرًا. وتشمل هذه العمليات الواعية التي تكون مفاهيمية أو لغوية ومجردة بما فيه الكفاية، مثل الحكم والاستدلال وحل المشكلات والمداولة. وفي بعض الأحيان يُفهم مصطلحا «الفكر» و«التفكير» بمعنى واسع للغاية على أنهما يشيران إلى أي شكل من أشكال العمليات العقلية، سواء كانت واعية أو غير واعية. وبهذا المعنى يمكن استخدامها بشكل مترادف مع مصطلح «العقل». وقد جرى العثور على هذا الاستخدام في التقليد الديكارتي مثلًا، حيث تُفهم العقول على أنها أشياء تفكر، ويوجد في العلوم الاستعرافية أيضًا. ولكن هذا المعنى قد يشمل التقييد حيث أن هذه العمليات يجب أن تؤدي إلى سلوك ذكي حتى يعتبر فكرًا. والتناقض الموجود أحيانًا في الأدبيات الأكاديمية هو التناقض بين التفكير والشعور. في هذا السياق يرتبط التفكير بمقاربة رصينة ونزيهة وعقلانية لموضوعه بينما يتضمن الشعور ارتباطًا عاطفيًا مباشرًا.
يمكن أيضًا استخدام مصطلحي «الفكر» و«التفكير» للإشارة إلى الحالات العقلية أو أنظمة الأفكار الناتجة عن هذه العمليات، وليس إلى العمليات العقلية نفسها. وبهذا المعنى فهي غالبًا ما تكون مرادفة لمصطلح «الاعتقاد» ومشتقاته، وقد تشير إلى الحالات العقلية التي إما تنتمي إلى فرد أو تكون شائعة بين مجموعة معينة من الناس. وغالبًا ما تترك المناقشات الفكرية في الأدبيات الأكاديمية ضمنيًا المعنى الذي يدور في ذهنهم للمصطلح.
جاءت كلمة «فكر- «thought» من اللغة الإنجليزية القديمة þoht، أو geþoht، من أصل þencan «التصور في العقل، والنظر».

## أنواع التفكير
تُناقش الأدبيات الأكاديمية مجموعةً واسعةً من أنواع التفكير. ويُقسّمها نهجٌ شائعٌ إلى أشكالٍ تهدف إلى خلق المعرفة النظرية، وأخرى تهدف إلى إنتاج أفعالٍ أو اتخاذ قراراتٍ صحيحة، ولكن لا يوجد تصنيفٌ مُتفقٌ عليه عالميًا يُلخّص جميع هذه الأنواع.

### التفكير المستنير
هو أعلى درجات التفكير وأعظمها، فهو الفكر الأرقى، وهو الفكر المؤدي إلى النهضة الحقيقية، وهو الفكر الذي يجلي غوامض الأمور، ولم يكتف بمعرفة أصول الأشياء وفروعها، أو الوقائع ومسبباتها أو النصوص ومعانيها كما هي الحال في الفكر العميق إلا أنه يتعدى ذلك لمعرفة ما يحيط بهذه الأشياء وما حولها وما يتعلق بها.
فهو حين يبحث في الشيء فإنه لا يكتفي بالوصول به إلى معرفة وزنه النوعي أو تركيبه الذري بل لا بد من معرفة ظروفه وأحواله أي معرفة القوانين التي تتحكم به. والخواص التي يمتاز بها، والتي يسير بموجبها سيرا جبريا لا يستطيع الانفلات منها ولا التخلف عنها إلا إذا تغيرت حاله، وتبدلت ظروفه إلى أحوال وظروف أخرى، فتتحكم به القوانين والخواص الأخرى فحين يصل إلى هذا العمق في البحث لا بد أن يسأل عما يتعلق به أي من الذي أخضع هذا الشيء لهذه القوانين وسيره حسب هذه الظروف والأحوال وهذا يعني تسليط الأنوار على أجزاء الشيء والقوانين التي تتحكم فيه،ومعرفة من أخضعه لتلك القوانين ولذلك سمي فكرا مستنيرا أي أنه لم يترك شيئا إلا سلط عليه الأضواء وبين ما وراءه غير مكتف بالعمق ورافضا للسطحية التافهة.هذه هي طبيعة الفكر المستنير وما يمتاز به عن الفكر العميق.
ومثال على التفكير المستنير: تفكير الشخص في من مكن حبة الطماطم من هذا اللون دونما سواه من الألوان وميزها بهذا الطعم وجعل النرجس ذو رائحة زكية.فهل مكنت نفسها بنفسها، أم أن هناك سرا وراء ذلك الطعم وتلك النكهة الرائعة.
إذا هو شخص يتوق لمعرفة بواطن الأمور.بحثه عميق. لا شك في ذلك. لكن وجهته خالق الأشياء.فهو تواق للوصول إلى الحقيقة التي جعلت الأشياء متنوعة ومختلفة لا يهمه أكلها لمجرد الأكل ولا تركيبتها لمجرد التركيبة وإن كان كل ذلك مهم بالنسبة له في نهاية الأمر. لكنه يتوق لمعرفة الخالق المبدع من خلال تفكيره المستنير.

### التفكير العميق
وهو ضد التفكير السطحي ، ويعني الإحاطة بالواقع، من جميع أركان عملية التفكير، فتجده ينظر إلى الواقع مرات ومرات، ويقلبه من كافة نواحيه، وينظر فيه مرة وثانية وثالثة، وينقب بدقة في ذاكرته لاستحضار المعلومات السابقة المتعلقة بالواقع المراد التفكير فيه، ويقلب النظر في علاقة المعلومات المستحضرة بالواقع، كل هذا يتم بتكرار مع التركيز...

### التفكير البديهي
وأحيانا يطلق عليه التفكير الطبيعي، المبدئي، الأولي، الخام، حيث لا توجد مسارات صناعية للتدخل في أنماط التفكير الأولية.

### التفكير العاطفي
هو أدنى درجات التفكير إن لم يكن أول درجات الانزلاق من التفكر إلى التهور، وهو بلا شك سبيل يفضي إلى التفكير السلبي الذي يختزن التشاؤم والريبة وسوء الظن بالنفس . غلب أدوار النفس وأمراضها النفسية، مثل الفوبيا والبارنويا وانقسام الشخصية «الشيزوفرنيا». وهذا في أدنى أحواله، وأما إذا لم يبلغ ذلك الدرك فهو يورث الكبرياء المزيفة والتعصب والعجب بالنفس والرضاء بالحال، وليس ثمة عدو للتقدم مثل أن يقال «ليس في الإمكان أفضل مما كان». وأحيانا يطلق عليه التفكير الوجداني أو الهوائي، ويقصد به فهم أو تفسير الأمور أو اتخاذ القرارات وفقا لما يفضله الفرد أو يرتاح إليه أو يرغبه أو يألفه.

### التفكير المنطقي
يمثل التحسن الذي طرأ على طريقة التفكير الطبيعي من خلال المحاولة الجادة للسيطرة على تجاوزات التفكير الطبيعي أو الفطري. والصفة الأساسية للتفكير المنطقي أنه يعتمد علي التعليل لفهم واستيعاب الأشياء. والتعليل يعد خطوة علي طريق ” القياس“. ويلاحظ أن وجود علة أو سبب لفهم الأمور لا يعني عن أن السبب وجيه أو مقبول.

### التفكير الرياضي
ويشمل استخدام المعادلات السابقة الإعداد والاعتماد على القواعد والرموز والنظريات والبراهين، حيث تمثل إطارا فكريا يحكم العلاقات بين الأشياء.
وعلى العكس من طريق التفكير الطبيعي والمنطقي فإن نقطة البداية تكمن في المعادلة أو الرمز حتى قبل توفر بيانات أن هذه القنوات السابقة (المعادلات، الرموز) ستسهل من مرور المعلومات بها وفق نسق رياضي سابق التحديث .

### التفكير الناقد
التفكير الناقد هو قدرة الفرد على إبداء الرأي المؤيد أو المعارض في المواقف المختلفة، مع إبداء الأسباب المقنعة لكل رأي.
والتفكير الناقد تفكير تأملي يهدف إلي إصدار حكم أو إبداء رأي.
ويكفي هنا أن يكون الفرد صاحب رأي في القضايا المطروحة، وأن يدلل على رأيه ببينة مقنعة حتى يكون من الذين يفكرون تفكيرا ناقدا.
ويتم ذلك بإخضاع المعلومات والبيانات لاختبارات عقلية ومنطقية وذلك لإقامة الأدلة أو الشواهد والتعرف على القرائن. ويتم فيه معالجة هذه المعلومات والبيانات لاختبارات عقلية ومنطقية وذلك لإقامة الأدلة أو الشواهد والتعرف على القرائن.

### التفكير العلمي
هو العملية العقلية التي يتم بموجبها حل المشكلات أو اتخاذ القرارات بطريقة علمية من خلال التفكير المنظم و المنهجي ومن سمات التفكير العلمي:
- التراكمية .
- التنظيـم .
- البحث عن الأسباب .
- الشموليـة .
- الدقـة والتجريد

### التفكير الإبداعي
التفكير الإبداعي هو تفكير المرء بطريقة مختلفة عن الطريقة العامة السائدة في محيطه أو مجتمعة بحيث تكون نافعة للمجتمع وبناءه.